# Kimberleyeleotris notata
Kimberleyeleotris notata är en fiskart som beskrevs av Douglass Fielding Hoese och Allen, 1987. Kimberleyeleotris notata ingår i släktet Kimberleyeleotris och familjen Eleotridae. IUCN kategoriserar arten globalt som nära hotad. Inga underarter finns listade i Catalogue of Life.